# Pédagogie vidéoludique
La pédagogie vidéoludique est une méthode ludopédagogique d'enseignement au moyen de jeux vidéo, notamment à l'école et en formation continue.

## Histoire
Ce n'est que durant les années 1980 que les jeux vidéo éducatifs naissent avec plusieurs titres comme Carmen Sandiego, qui créé en 1985. Cependant, ce n'est qu'au début des années 1990 que les logiciels ludo-éducatifs commencent à percer avec notamment Adibou qui est créé en 1992.
En 2002, le jeu America's Army est créé afin d'attirer les jeunes Américains dans l'armée du pays. C'est un des tout premiers Serious Games qui a démocratisé le genre.
En 2009, avec la création de Minecraft, les enseignants ont réellement commencé à s'intéresser à l'utilisation des jeux vidéo lors de la préparation de leurs cours.

## Les différents genres

### Serious games
C'est en 2002 que le terme Serious Game apparait, à la suite de la création de deux jeux nommés Virtual U et America's Army. Les Serious games sont des logiciels utilisés par les universités, les entreprises, l'armée... Béatrice Lhuillier dénombre trois grande catégories de Serious games : les learning games qui permettent d'apprendre ou de s'exercer, les persuasive games qui permettent d'influencer des personnes et les simulations qui permettent aux joueurs d'acquérir divers réflexes.

### Jeux vidéo ludiques
Les jeux vidéo ludiques ont commencé à prendre une certaine place dans la classe de certains enseignants. Au vu de l'intérêt d'une partie des enseignants, certains éditeurs ont même réalisé quelques adaptations de leurs jeux afin de leur permettre de les utiliser au mieux durant leurs cours.

#### Assassin's Creed
Créé en 2007 par Ubisoft, Assassin's Creed est une série de jeux vidéo. Durant cette série de jeux, les Assassins se confrontent aux Templiers durant certaines périodes historiques de l'histoire comme les croisades.
Un mode Discovery est ajouté aux jeux Assassin's Creed depuis 2018. Comme l'expliquent Marc-André Éthier et David Lefrançois, ce mode permet aux utilisateurs de parcourir les différents lieux sans avoir besoin de recourir à la violence ou résoudre divers objectifs. Les trois titres qui possèdent ce mode adapté aux classes sont Assassin's Creed Origins, Assassin's Creed Odyssey et Assassin's Creed Valhalla.

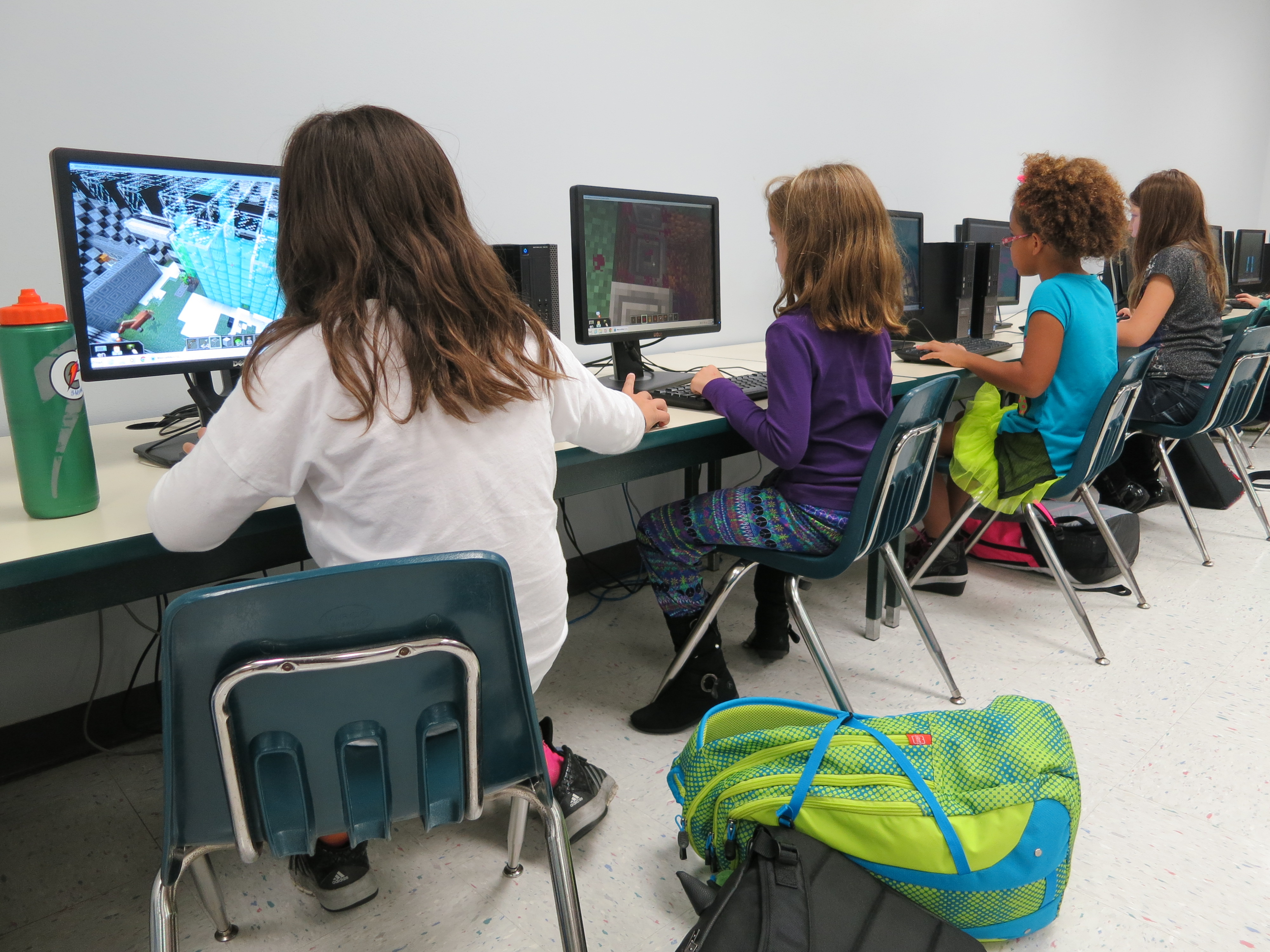
Minecraft à l'école

#### Minecraft
Minecraft est un jeu vidéo ouvert de type bac à sable créé en 2009 et commercialisé en 2011. Comme l'explique Florence Quinche, ce jeu permet ainsi de nombreuses possibilités que ce soit au niveau des objectifs pédagogiques mais également au niveau des créations.
Au vu des atouts que possède le jeu dans un cadre pédagogique, Microsoft a créé Minecraft : Education Edition, une version de Minecraft dédiée aux écoles. Un site est également mis à disposition par le géant informatique afin de permettre aux enseignants de partager leurs leçons en lien avec le jeu de construction.
Plusieurs formations sont également proposées aux enseignants. Microsoft Minecraft Education Academy a même vu le jour à Mons, en Belgique, afin de former des enseignants à l'utilisation de Minecraft dans les classes.

## Législation
Dans plusieurs pays et régions, il existe des systèmes d'évaluation des jeux vidéo et parfois des lois en lien avec les jeux vidéo. Afin de choisir des jeux adaptés, il est donc nécessaire de vérifier la législation du pays dans lequel on enseigne.

### Europe

PEGI, système européen d'évaluation des jeux vidéo

En Europe, il existe le système de classification PEGI qui permet aux consommateurs de choisir les jeux vidéo en fonction de l'âge du joueur. Cependant, ce système n'est que purement informatif.

#### Allemagne
Unterhaltungssoftware Selbstkontrolle ou USK est une organisation allemande complémentaire à PEGI, classant les jeux vidéo en 5 catégories d'âge.

### Amérique du Nord

ESRB, système nord-américain d'évaluation de jeux vidéo

Au Canada, aux États-Unis et au Mexique, un système de classification a également été mis en place. Celui-ci est dénommé ESRB.

### Asie

CERO, système japonais d'évaluation des jeux vidéo

#### Japon
Au Japon, le système CERO permet de classifier les jeux vidéo en fonction de l'âge mais également d'autres caractéristiques comme la violence.